# رحمة بن جابر الجلهمي
رحمة بن جابر بن عذبي الجلاهمة؛  ولد عام 1757م في الكويت، (توفي 1826م)، شيخ الجلاهمة من العتوب، جعله الإمام سعود بن عبد العزيز بن محمد أميرا على الدمام، فبنى قلعتها عام 1809م، حكم الدمام وبعض قرى شمال قطر. كان محاربًا للعتوب ولآل خليفة حكام البحرين ومات عام 1826م، بإدخال الغليون في مجمع البارود، وقام بتفجير السفينة، فدمرهم ومات معهم. وهو أقدم بحار موثق أنه ارتدى رقعة العين؛ حيث إنه فقد إحدى عينيه في معركة ما، ويحتمل أن ارتداءه حمل تأثيرًا على العرف والثقافة الشعبيتين، المنوطتين بالقراصنة حول العالم؛ فيُعتقد أن الصورة النمطية عن القراصنة بأنهم يرتدون عصابة عين قد اُشتقت من الجلهمي الذي ارتدى عصابة عين، بعد خسارته لإحدى عينيه خلال القرن الثامن عشر الميلادي.

## حياته
تبدأ سيرته مع ابتداء ظهور اسم الجلاهمة في الزبارة في قطر أولًا، ثم في خور حسان (حاليا منطقة الخوير) في شمالي غرب قطر. وكان رحمة أحد أبناء شيخ الجلاهمة جابر بن عذبي، وكان رحمة أصغرهم سنًّا، وقد آلت إليه رئاسة الجلاهمة، بعد وفاة أخيه الأكبر في جزيرة دارين قبالة القطيف.

### النشأة
تشير المصادر أن الكويت هي المكان الذي ولد فيه رحمة، والواقع أن استقراء ما ورد في سجلات الهند الشرقية -على لسان رجالها في الخليج- يشير إلى أن عُمْر رحمة كان حوالي السبعين عاما، عند وفاته عام 1826م، ومن هذا يتضح أنه قد ولد حوالي عام 1760م.

### قوى رحمة البحرية والبشرية
إن قوى رحمة البرية والبحرية التي كان يسيطر عليها ليس من السهل تقديرها على وجه الدقة، غير أن نظرة فيما سجله بعض الرحالة، تكشف لنا الشيء الكثير الواضح عن قوة رحمة ثم فاعليتها معا، وكذلك يمكننا أن نربط بين نتف عنها، انتشرت بين تقارير رجال شركة الهند الشرقية؛ فيمكن بذلك، إلى حد ما، الإحاطة بمداها.
ويذكر بكنجهام نبذة عن هذه القوى، كما شاهدها في مياه بوشهر عام 1816م، حين قام رحمة بزيارة للمنطقة ولمدينة الحليلة القريبة منها، على وجه التحديد؛ يقول بكنجهام:
"بقوة قوامها من خمسة إلى ستة مراكب، معظمها كبير الحجم، وتقاد بواسطة طاقم مكون من حوالي ثلاثمائة رجل؛ أبحر هذا الرجل في كل الأنحاء، وأمسك بكل ما أمكنه كغنائم له: سفن القرين والبصرة والبحرين ومسقط وحتى من بوشهر؛ كلهم كانوا فرائس له، متساوين عنده. أتباعه كانوا قريبين من حوالي ألفي رجل، استمروا في النهب والسلب لصالحه (وجهة نظر استعمارية متحاملة)؛ كان معظم هؤلاء الناس من العبيد المشتَرَيْنَ من أفريقيا، والباقي كانوا تحت سلطته بنفس الطريقة.
أما المستر بروس، المقيم الإنجليزي في بوشهر، فقد قدّر عدد أتباعه الذين نزلوا معه الحليلة، بالقرب من بوشهر عام 1816م بنحو خمسمائة أسرة؛ يقول في تقريره «إن الزعيم والقرصان المشهور رحمة بن جابر، مع كل مراكبه وقبيلته والتي تتكون من 500 عائلة، وصلوا بوشهر، وقد استقبلهم الحاكم الشيخ محمد، ومنحهم جزءا من المدينة ليعيشوا فيها، شريطة أن يكونوا أصدقاء لأصدقائه وأعداء لأعدائه، وكان رحمة يمتلك بغلتين كبيرتين، الغطروشة والمنور، وبتيلًا كبيرًا، وعددًا من البغلات الصغيرة. وواضح من وصف بروس لسفن رحمة أنه أكثر دقة من بكنجهام».

### أعماله الحربية
- عندما جردت بريطانيا حملتها ضد القواسم 1809م لم تجرؤ على مهاجمة خور حسن، معقل الشيخ رحمة، رغم أن الإنجليز كانوا يعدونه واحدا من القواسم، بل أخطرهم، كما جاء على لسان الضابط الإنجليزي صمويل ريتشارد؛ يقول:

«إن رحمة نفسه من أصل وهابي ومن أتباع الوهابيين، ومن ثم فليس ثمة تعارض بين الشيخ رحمة وبين القواسم، بل ربما كان رحمة أكثرَهم تطرفًا، وبالتالي فإن رحمة يقف في الصف المعادي لبريطانيا، وهذه الاعتبارات إلى جانب متطلبات العدالة إنما تفرض على الحكومة البريطانية أن تضع حدا لنشاط هذا الرجل، وألّا تقف موقف اللامبالاة والتخاذل، على سبيل مجاملة الأمير سعود بن عبد العزيز آل سعود»؛ انظر محاضر اجتماع دنكان وريتشارد 1810م.
- في عام 1811م قام الشيخ رحمة بن جابر وحلفاؤه القواسم بالهجوم على البحرين، ولكنه لم يوفق في احتلالها؛ نتيجة تدخل السفن البريطانية.
- في عام 1811م قام الشيخ رحمة بالاستيلاء على سفينة تجارية محملة بالخيول، وتابعة لشركة الهند الشرقية «البريطانية»، ولم تفلح احتجاجات المقيم البريطاني عليه، وقد كتب المستر بروس 1816م؛ يقول: «إن رحمة سوف يسيطر على الخليج لا محالة إذا لم يُوقَفْ عند حده».
- في عام 1818م تقدم رحمة للقطيف ونزل فيها، وقصف البلدة بمدافعه، وسار إلى الدمام حيث بنى فيها قلعة الدمام، ليقيم فيها. وقد رأى الشيخ رحمة أنه يجب الاستيلاء على البحرين، كخطوة أولى في سبيل ضرب الأسطول البريطاني، ولكن المقيم البريطاني في بوشهر هدد بتحطيم سفن رحمة، إذا لم يوقِف الاعتداء على أصدقاء بريطانيا في البحرين.
- في عام 1820م طلب المقيم العام البريطاني من الشيخ رحمة التوقيع على الاتفاقية العامة، والتي وقع عليها مشايخ الخليج، ولكنه رفض رفضا باتا، ومثل بذلك تمردًا عربيا على سياسة بريطانيا التوسعية في الخليج.
- عندما غادر الأسطول البريطاني جزيرة قشم عام 1823م رأى الشيخ رحمة أن باب العمل أمامه أصبح مفتوحا على مصراعيه، لتوحيد الخليج تحت قيادته، ولكن القيادة البريطانية فطنت لمخططه، فاحتفظت بالأسطول قرب جزر البحرين.

وقد استطاع الشيخ رحمة ضرب كثير من السفن البريطانية التي كانت تسير منفردة، مما أزعج البريطانيين. وقد كان لصراع الشيخ رحمة الطويل، والمعارك التي خاضها ضد خصومه الكثر، دور كبير في تناقص أعداد قبيلته الجلاهمة، والتي كانت تقدر بخمسمائة أسرة آنذاك، حسب تقدير التقارير البريطانية.
- عندما احتل السعوديون البحرين اتصل عتوب البحرين بالشيخ جبارة النصوري، حاكم بندر طاهري، وأرسل معهم قبيلة بني مالك، وفي المصادر الفارسية أرسل الشيخ جبارة مع العتوب 2000 مقاتل و300 فارس من عرب بر فارس، واستطاعت هذه القوة إخراج السعوديين من البحرين، وأسر القادة السعوديين أبناء عفيصان هناك. وهاجمت هذه القوة المعاقل السعودية في قطر، فأحرقت ميناء الحويلة، وقتل الأمير السعودي هناك، المدعو أبا حسين، ودمر ميناء خور حسان معقل الأمير السعودي رحمة بن جابر الجلهمي، كما ودمر ميناء الزبارة، ونتيجة لذلك انسحب السعوديون من قطر إلى القطيف، واستقر القادة السعوديون (رحمة بن جابر الجلاهمة وإبراهيم بن عفيصان) في قلعة الدمام، ودارت حروب كثيرة بين السعوديين وعتوب البحرين، انتهت بمقتل رحمة بن جابر الجلاهمة في راس تنورة، ووفقا للمصادر الإنجليزية فإن رحمة وقع على اتفاقية السلام البحري التي توجب عدم القتال في الموانئ المهادنة، ومن يخرق هذه الاتفاقية يعاقب من قبل بريطانيا والشيوخ المصالحين، بأن يقتل في أي مكان يشاهد فيه، ووفقا للمصادر البريطانية فإن رحمة قد أخل بهذه الاتفاقية، وبعد سقوط الدرعية عاصمة الدولة السعودية الأولى على يد العثمانيين، طالبت بريطانيا الشيوخ المصالحين بضرورة تطبيق هذا البند.[5]

## وصفه
وصف جيمس سلك بكنغهام رحمة بن جابر كتالي:
كان رحمة بن جابر عبارة عن جذع هزيل، به أربعة أعضاء نحيفة، كلها مقطوعة وممزقة، ومثقوبة بجراح السيوف والرماح والرصاص، في كل جزء، ربما يصل عددها إلى أكثر من عشرين جرحًا مختلفًا. علاوة على ذلك، كان له وجه شرس وقبيح بطبيعته، وقد أصبح الآن أكثر قبحًا بسبب العديد من الندوب في وجهه وفقدان عين واحدة. عندما سأله أحد السادة الإنجليز الحاضرين، بلهجة من التشجيع والألفة، عما إذا كان لا يزال قادرًا على القضاء على عدو بذراعه المصابة، وقام رحمة بالرد عبر الامساك بخنجر ملتوي، ووضع خنجره بيده اليسرى، التي كانت سليمة، لدعم مرفق يده اليمنى، الذي كان مصابا، أمسك الخنجر، وسحبه إلى الخلف والأمام، ودوّره في نفس الوقت، قائلاً: أنه لا يرغب في اكثر من قطع أكبر عدد ممكن من الحناجر بهذه اليد العرجاء!.

## التحالف مع السعوديين
كانت تحالفات رحمة مع القوى الإقليمية تميل إلى أن تكون على أساس المعارضة المشتركة لآل خليفة: فقد شكل تحالفًا مع الأسرة السعودية الأولى عندما غزت البحرين ، وأسس حصن الدمام وانتقل إليه في عام 1809. على الرغم من أن بعضًا من تحالفاته مع القوى الإقليمية كانت تميل إلى أن تكون على أساس المعارضة المشتركة لآل خليفة. اعتبر البريطانيون مآثرهم قرصنة، حيث علق ج ج لوريمر ، المؤرخ البريطاني، على سلوك رحمة الصحيح بدقة وامتثاله لقوانين الحرب. لقد تجنب بشكل عام المواجهات مع الطرادات البريطانية حتى لا يثير غضبهم.  في عام 1809، بعد الحملة البريطانية على ساحل القراصنة، فر العديد من اللاجئين القاسميين إلى خور حسن. وتوصل رحمة زعيم خور حسن إلى تسوية مع البريطانيين وافق فيها على عدم إيواء أي هاربين مقابل إنقاذ المدينة.  كما أرسل البريطانيون تحذيرًا إلى الأمير السعودي للمطالبة بمنع رحمة من شن أي هجمات على البريطانيين.
لقد أثر على السعوديين لشن غزو البحرين في عام 1809. وقد عزز ذلك موقعه في قطر بشكل كبير، مما جعله أقوى زعيم قبلي في شبه الجزيرة.  وفي غضون فترة قصيرة، استولى رحمة على ثمانية عشر سفينة من سفن العتوب. ومع ذلك، في عام 1811، نجحت القوات المشتركة لسعيد بن سلطان ، سلطان الإمبراطورية العمانية وآل خليفة، في طرد الوهابيين من قطر والبحرين. ثم نقل رحمة مقر قيادته من خور حسن إلى حصنه بالدمام.

## تحالفه مع العمانيين
وفي عام 1816، تحالف مع حكام مسقط في غزوهم الفاشل للبحرين،  وكسر تحالفه مع السعوديين. ثم دمر السعوديون حصن الدمام في يوليو 1816، ولجأ إلى بوشهر ، وجلب معه حوالي 500 عائلة. وعرض عليه سعيد بن سلطان أن يصبح من رعايا مسقط ويستقر في عمان، لكن رحمة رفض. وعاد إلى الدمام عام 1818.

## الحملات اللاحقة
ساعد القوات البريطانية في حملة الخليج الفارسي عام 1819 ضد القواسم في رأس الخيمة . وتم تنفيذ العملية بعد حوادث القرصنة المتكررة التي ارتكبتها سفن القواسم ضد السفن التي ترفع العلم البريطاني.
في يناير 1820، كان هو وطاقمه يستعدون لشن غزو بحري على البحرين من ميناء القطيف ، لكنهم أجهضوا خططهم بعد أن حذرهم البريطانيون. وفي الشهر التالي، سافر إلى شيراز بثلاث سفن لتقديم مساعدته لأمير شيراز في حملته المخططة للبحرين. استمرت أعماله العدائية ضد البحرين طوال عامي 1821 و1822؛ ذهب هو وطاقمه للاستيلاء على 7 سفن بحرينية وقتل 20 رجلاً.  استقر في بوشهر من نوفمبر 1822 حتى فبراير 1824، حيث عاد إلى مقر إقامته في الدمام. ذهب إلى مسقط في بداية عام 1825م وساعد الشيخ طحنون بن شخبوط في حملته ضد قبيلة القواسم في رأس الخيمة . وفي نهاية ذلك العام، بدأ سلسلة من الهجمات المفترسة على القطيف عقابًا له على عدم دفع ضريبة الحماية المستحقة له.  وقرر البريطانيون عدم التدخل في تصرفاته إذا ظلت هجماته مقتصرة على أهل القطيف.
وسرعان ما حول تركيزه إلى آل خليفة وذهب إلى الحرب معهم في بداية عام 1826. وبعد وقوع عدد كبير من الضحايا في صفوفه، فر إلى بوشهر حيث طلب المساعدة المادية والعسكرية من المقيم السياسي البريطاني.  بعد أن فشل في إقناع البريطانيين بتقديم المساعدة، انطلق إلى الدمام مع تعزيزات مكونة من 35 بلوشيًا من بوشهر واستمر في شن حربه ضد آل خليفة.

## رسمه
في إحدى زيارات رحمة لميناء بو شهر تمكن ضابط بريطاني هناك من رسمه، وتعد هذه اللوحة حتى الآن أقدم رسم لرجل عربي في المنطقة.

## وفاته
هناك عدة روايات في مقتل رحمة بن جابر الجلهمي، منها:
- رواية ابن بشر في عنوان المجد في تاريخ نجد ما نصه:

" ثم دخلت سنة 1242 هـ، وفي جمادى الأولى منها توفي الشجاع المقاتل في البحر، رحمة بن جابر بن عذبي رئيس الجلاهمة من بني عتبة أهل البحرين وأهل الكويت وكان نادرة وقته بأسا وشجاعة … - ثم قال – فلما نفذ القدر في آل سعود بالتفرق والجلاء نزل الدمام وأقام مدة مصالحاً لأهل القطيف والبحرين ثم وقع بينه وبين آل حميد زعماء بنو خالد ورؤساء الاحساء والقطيف محاربات في القطيف فصالحوه على شيء يدفعونه إليه من المال ثم انتقض الصلح بينهم وقام في حرب البحر كله من أهل البحرين والقطيف وبني خالد وغيرهم فاجتمع جنود عظيمة لحربه مع ماجد بن عريعر في البر ومعهم عبد الله بن خليفة بجنوده من أهل البحرين وفي البحر سفن من أهل البحرين مع أحمد بن سلمان بن خليفة ومعه جنود كثيرة ثم إن رحمة ركب في سفينته – الغطروشة – وخلف – ابنه بشر - في قصر الدمام في محاربة أهل البر فاتفق أن أحمد بن سلمان سار إلى سفينة رحمة فوجده فيها فحصل بينهم قتال شديد يشيب من هوله الوليد قتل فيه خلق كثير حتى صبت ميازيب السفينتين بالدم فأراد الله سبحانه أن سفينة رحمة يثور جبخانها من البارود الذي فيها فاشتعلت النار في السفينتين واحترقتا … وفقد ذلك اليوم أ.هـ. ويذكر أن رحمة كان قد فقد بصره في أخرى ات عمره وكان قد تقدم به العمر فكان ينادي أحد أبنائه فقال له عبده المسمى طرّار - وهو من أسماء السيف - أن ابنه فقد فقال الشيخ رحمة لعبده باثاً فيه روح الحماسة ومذكرا له بهذا البيت الذي قاله فيه من قبل من قصيدة طويلة للشيخ رحمة:
عندي خلف شامس من آلاد حامِ عبدٍ على لازم عمامه يحامي
يقلط على الجاسي وجا الموت حامي بمصقل الهندي عطيب الضريبة
فصال العبد دونه حتى كان انفجار البارود في سفينته.
وقام بالأمر من بعده ابنه الشيخ بشر بن رحمة الذي كان له دور بارز في الأحداث التي جرت على سواحل الخليج العربي في القرن الماضي حتى وفاته في إحدى المعارك.
وقد رثاه الشعراء بقصائد لا تزال محفوظة منهم العالم محمد بن سلطان القطيفي في قصيدة ميمية والشاعر علي بن محين النعيمي وذلك في قصيدته التي منها قوله في مطلعها:
يا غارة الله من تحاديث الازمان كـم فـرقـت الأيام ما بيـن خـلان
ومنها:
ضاقت عليّة عقب موت ابن جابر * حتى لفاني خط بن صقر سلطان
وله في وفاته قال
يا رحمة ً وضعت لكنها رفعت * راضٍ بما قدر المولى وما حكم ِ
إنا إلى الله وانا راجعون له * نبنا إليه وألقينا له السلم ِ
فوضت أمري للذي رفع السما سقفا * وزينها بمصابيح لها رجم ِ
وله فيه قصائد كثيرة أخرى.
- رواية الشيخ النبهاني:

التحفة النبهانية، الطبعة الثانية 1999م، دار احياء العلوم، بيروت، الصفحة 102.
بعد قتال شديد لاصقت سفينة الشيخ أحمد بن سلمان ال خليفة سفينة رحمة فتجالد الفريقان بالسيوف واشتد بينهم الضرب والطعان وتقارعا بانواع الاسلحه الحديدية، وكان بجانب رحمه ابن له صغير وعبده المسمى (طرار) واقف على راسه فجعل يسالهم عن المصادمات وعمن قتل حتى وصل اعداؤه إلى الصاري أي الدقل، ثم إلى الحاشية، ثم إلى النيم أي سطح مؤخر السفينة وكان حينئذ جالسا في خزانة السفينة فاخذ ابنه وجعله في حجره ثم عمد إلى نار في راس (النارجيلة) التي كان يشرب منها الدخان فالقاها في ذخيرة البارود التي كانت تحته فانفجرت السفينة بهم وقتل هو وابنه ومن معهما متأيسا بقول الزباء (بيدي لا بيد عمرو) وتسمى هذه الواقعة (ذبحة رحمة الجلاهمة) وذلك سنة 1242هـ.
- رواية الشامسي:

مخطوط نقل الاخبار في وفايات المشايخ وحوادث هذه الديار تاليف حميد بن سلطان بن حميد الشامسي، مراجعة فالح حنظل، الطبعة الأولى 1406هـ، الصفحة 37.
جرت واقعة (تنورة) البحرية بين رحمة بن حابر الجلهمي ومن معه من رعايا آل سعود، وبين آل خليفة أمراء البحرين ومن معهم من آل صباح أمراء الكويت، وكانت المعركة من العنف لدرجه ان ميازيب السفن سالت دما، ويقدر عدد القتلى بالف وخمسمائة قتيل في عدادهم دعيج صاحب الكويت وراشد بن عبد الله ال خليفة وشبت النار في سبع سفن فانفجرت فيها مخازن البارود وتطايرت اقسامها ومن فيها.

## إرثه
استمر إرث رحمة لفترة طويلة بعد وفاته. في الستينيات، كتب تشارلز بلجريف عن كيف أن الرجال المسنين في المقاهي في جميع أنحاء المنطقة ما زالوا يتحدثون عن مآثره.